# Alaninový cyklus

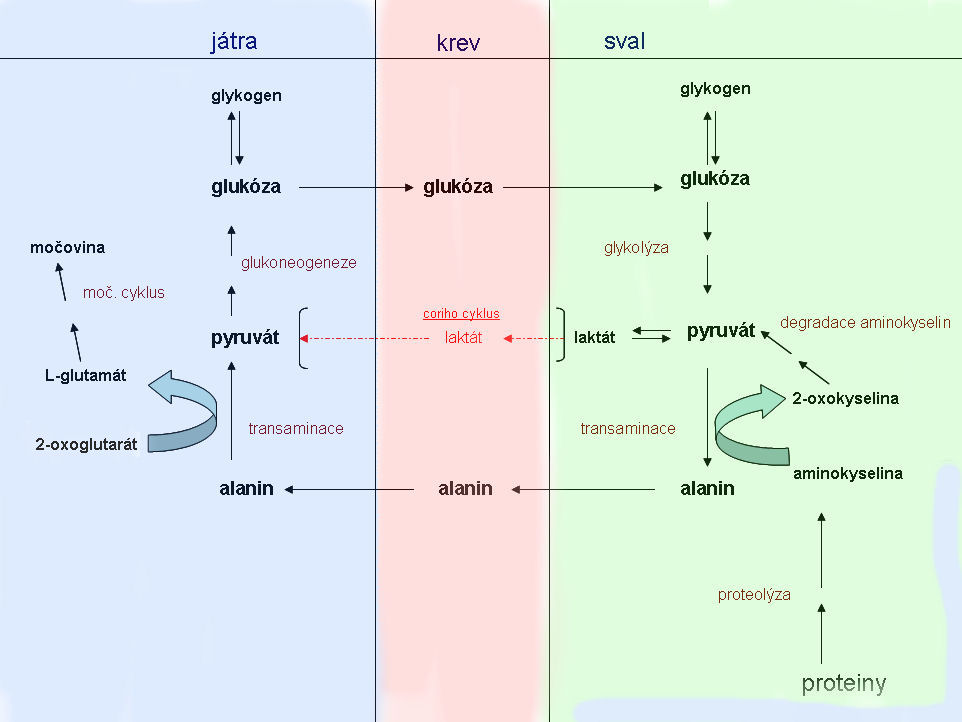
Alaninový cyklus

Alaninový cyklus, nebo také alaninový-glukózový cyklus je vzájemná přeměna alaninu a pyruvátu ve svalu a játrech spojená s glukoneogenezí a proteolýzou. Alaninový cyklus slouží k transportu amoniaku ze svalů (vzniklého např. degradací aminokyselin) do jater a ke glukoneogenezi. Alaninový cyklus je obdobou cyklu Coriových, nicméně je ještě méně energeticky výhodný, protože se započítává spotřeba energie na syntézu močoviny.

## Průběh alaninového cyklu

### ve svalech

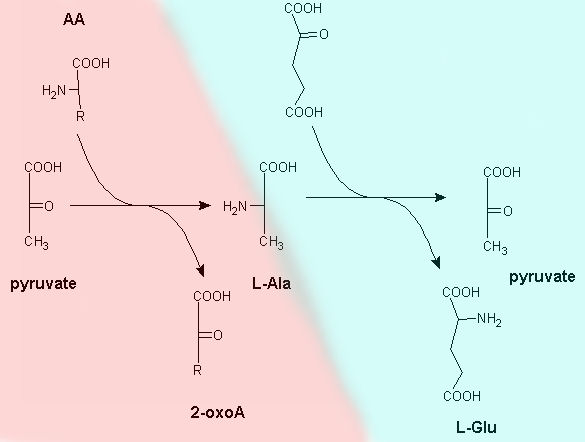
Chemické přeměny při alaninovém cyklu

Ve svalech dochází k degradaci proteinů a z nich uvolněných aminokyselin. Většina těchto aminokyselin může sloužit jako prekurzor pro syntézu glukózy v procesu glukoneogeneze (což jsou všechny kromě leucinu a lysinu) nebo mohou být degradovány. Prvním krokem je jejich transaminace, přičemž příjemce aminoskupiny může být kromě 2-oxoglutarátu a oxalacetátu také pyruvát. Právě transaminace pyruvátu dává vzniknout deaminovaným 2-oxokyselinám a L-alaninu. 2-oxokyseliny jsou dále odbourávány, přičemž většina z nich je schopná dát vzniknout zase pyruvátu. L-alanin je pak krví dopravován do jater.

### v játrech
V játrech dochází ke klasické transaminaci L-alaninu pomocí 2-oxoglutarátu za vzniku pyruvátu a L-glutamátu. Pyruvát pak může sloužit k výstavbě glukózy a L-glutamát k syntéze močoviny v močovinovém cyklu. Díky alaninovému cyklu jsou svaly schopné nepřímo glukoneogeneze, aniž by měly příslušné enzymatické vybavení. Během potřeby (např. hladovění) rozkladem svých proteinů a zpracováním uvolněných aminokyselin přispívají díky alaninovému cyklu k zásobení těla glukózou.